# Nậm Kè (sông)
Nậm Kè là một phụ lưu bờ phải sông Nậm Nhé thuộc lưu vực sông Đà, chảy ở xã Nậm Kè huyện Mường Nhé tỉnh Điện Biên, Việt Nam .
Nậm Kè dài 23 km, diện tích lưu vực 119 km², mã sông là "02 02 63 19 10 05" 
Sông Nậm Kè bắt nguồn từ các suối ở sườn đông bắc dãy núi cao 1500 m trên biên giới Việt - Lào, phần phía tây xã Nậm Kè huyện Mường Nhé. 22°05′09″B 102°27′57″Đ / 22,085952°B 102,465799°Đ
Sông chảy hướng đông bắc, đến bản Nậm Kè xã Nậm Kè thì sông đổ vào sông Nậm Nhé.

## Chỉ dẫn
1. ↑  Trong tiếng Thái-Tày "Nậm" có nghĩa là nước, sông, suối.